# Казахский султанат
Казахский султанат или Газахский султанат — государственно-подобное образование в Закавказье, существовавшее в 1747—1801 годах в составе Карабахского беглербегства, а затем Кахетинского царства.

## История
Небольшая кызылбашская группа казах (казахлу/казахлар), отмечается уже с XVI века. Улька располагалась на северо-западе современного Азербайджана, вдоль реки Акстафы. При наступлении войск Османской империи и уходу армии кызылбашей в 80-х годах XVI века казахлу в отличие от перешедших в Иран каджар, караманлу, баят и других остались. Лидер казахлу Назар-хан, подчинившись Османской империи, сохранил свою улька удержав её и после возврата под власть Сефевидов (Кызылбашской державы). Его наследнику Шамс-ад-дин-хану казахлу в 1605 году шахом Аббасом I был дарован титул хана и территория в Ширване, в добавление к уже имеющемуся уделу; в 1628 году Шамс-ад-дин-хан значился среди живых.
Во время правления османского султана Ахмеда III (1703—1730) жители Казахского султаната встали на сторону османов, из-за чего сефевиды назначили султаном иранского генерала по имени Субханверди-хан.
В то время Казахский султанат ещё находился в подчинении Карабахского беглербегства. В 1736 году Надир-шах объявил себя шахом Мугани. Однако карабахский беглербег Угурлу-хан Зияд-оглу Каджар выразил несогласие с его правлением. По этой причине, после того как Надир-шах взошёл на престол, он отдал Газахский, Шамшадилский и Борчалинский округа Кахетинскому царству, чтобы ослабить влияние Гянджинского ханства. После этого указом Ираклия II, царя Кахетии, в 1774 году главой Казахского султаната был назначен Панах-ага, потомок Коса Мирзали-ага, правившего в Салахлы. С этого началось правление III феодальной династии.
В 1752 году Казахский султанат объединился с Шекинским ханством, которое разгромило Ираклия II, а после смерти Хаджи Чалаби Шекинский хан снова стал вассалом Ираклия II. В 1801 году Казахский султанат был присоединён к России . В 1819 году султанат был упразднён и превращен в диспенсацию. 9 декабря 1867 года он вошёл в состав Елизаветпольской губернии и стал Казахским уездом.

### Образование Казахского султанства
Казахское султанство охватывало часть нынешних территорий Казахского и Акстафинского районов. В 1750-х годах султанство находилось в вассальной зависимости от Картли-Кахетинское царства. Казахский султанат был упразднён и вместе с Картлийско-Кахетинским царством присоединён к Российской империи по манифесту Александра I от 12 сентября 1801 года.

### Правители
1. Панах-ага Салахлу
2. Али-ага Салахлу
3. Мустафа-ага Шыхлы